# Искусственная пища
Иску́сственная пи́ща — пищевой продукт, который получают из различных веществ (аминокислоты, белки, липиды, углеводы), предварительно выделенных из вторичного сырья мясной и молочной промышленности, семян масличных и бобовых растений, злаков, микроорганизмов и др., а также пищевых добавок.

## Примеры
- Сойлент
- СБКС
- Глюцерна
- Искусственный рис